# Pultenaea weindorferi
Pultenaea weindorferi är en ärtväxtart som beskrevs av Felix Maximilian Reader. Pultenaea weindorferi ingår i släktet Pultenaea och familjen ärtväxter. Inga underarter finns listade i Catalogue of Life.